# Haiti i olympiska sommarspelen 2016
Haiti deltog med 10 deltagare vid de olympiska sommarspelen 2016 i Rio de Janeiro. Ingen av landets deltagare erövrade någon medalj.

## Boxning
| Boxare              | Gren            | Omgång 1             | Omgång 2             | Kvartsfinal          | Semifinal            | Final                | Final            |
| Boxare              | Gren            | Motståndare Resultat | Motståndare Resultat | Motståndare Resultat | Motståndare Resultat | Motståndare Resultat | Placering        |
| ------------------- | --------------- | -------------------- | -------------------- | -------------------- | -------------------- | -------------------- | ---------------- |
| Richardson Hitchins | Lätt weltervikt | Russell (USA) L 0–3  | Gick inte vidare     | Gick inte vidare     | Gick inte vidare     | Gick inte vidare     | Gick inte vidare |

## Brottning
Förkortningar:
- VT – Vinst genom fall.
- PP – Beslut efter poäng – förloraren fick tekniska poäng.
- PO – Beslut efter poäng – förloraren fick inte tekniska poäng.
- ST – Teknisk överlägsenhet – förloraren utan tekniska poäng och en marginal med minst 8 (grekisk-romersk stil) eller 10 (fristil) poäng.

Herrar, fristil
| Brottare        | Gren             | Kvalomgång           | Omgång 1               | Kvartsfinal          | Semifinal            | Återkval 1           | Återkval 2              | Final / BM           | Final / BM |
| Brottare        | Gren             | Motståndare Resultat | Motståndare Resultat   | Motståndare Resultat | Motståndare Resultat | Motståndare Resultat | Motståndare Resultat    | Motståndare Resultat | Placering  |
| --------------- | ---------------- | -------------------- | ---------------------- | -------------------- | -------------------- | -------------------- | ----------------------- | -------------------- | ---------- |
| Asnage Castelly | Mellanvikt -74kg | Bye                  | Yazdani (IRI) L 0–4 ST | Gick inte vidare     | Gick inte vidare     | Bye                  | Demirtaş (TUR) L 0–4 ST | Gick inte vidare     | 19         |

## Friidrott
Förkortningar
- Notera– Placeringar avser endast det specifika heatet.
- Q = Tog sig vidare till nästa omgång
- q = Tog sig vidare till nästa omgång som den snabbaste förloraren eller, i fältgrenarna, genom placering utan att nå kvalgränsen
- NR = Nationellt rekord
- N/A = Omgången fanns inte i grenen
- Bye = Idrottaren behövde inte tävla i omgången

Herrar
| Idrottare      | Gren                     | Heat     | Heat      | Kvartsfinal | Kvartsfinal | Semifinal        | Semifinal        | Final            | Final            |
| Idrottare      | Gren                     | Resultat | Placering | Resultat    | Placering   | Resultat         | Placering        | Resultat         | Placering        |
| -------------- | ------------------------ | -------- | --------- | ----------- | ----------- | ---------------- | ---------------- | ---------------- | ---------------- |
| Jeffrey Julmis | Herrarnas 110 meter häck | 13,66    | 3 Q       | i.u.        | i.u.        | DSQ              | DSQ              | Gick inte vidare | Gick inte vidare |
| Darrell Wesh   | Herrarnas 100 meter      | Bye      | Bye       | 10,39       | 8           | Gick inte vidare | Gick inte vidare | Gick inte vidare | Gick inte vidare |

Damer
| Idrottare   | Gren                    | Heat     | Heat      | Semifinal        | Semifinal        | Final            | Final            |
| Idrottare   | Gren                    | Resultat | Placering | Resultat         | Placering        | Resultat         | Placering        |
| ----------- | ----------------------- | -------- | --------- | ---------------- | ---------------- | ---------------- | ---------------- |
| Mulern Jean | Damernas 100 meter häck | DSQ      | DSQ       | Gick inte vidare | Gick inte vidare | Gick inte vidare | Gick inte vidare |

## Judo
| Idrottare    | Gren                     | Omgång 1             | Omgång 2                  | Kvartsfinaler        | Semifinaler          | Återkval             | Final / BM           | Final / BM       |                  |
| Idrottare    | Gren                     | Motståndare Resultat | Motståndare Resultat      | Motståndare Resultat | Motståndare Resultat | Motståndare Resultat | Motståndare Resultat | Placering        |                  |
| ------------ | ------------------------ | -------------------- | ------------------------- | -------------------- | -------------------- | -------------------- | -------------------- | ---------------- | ---------------- |
| Josue Deprez | Herrarnas lättvikt −73kg | Bye                  | Wandtke (GER) L 000–000 S | Gick inte vidare     | Gick inte vidare     | Gick inte vidare     | Gick inte vidare     | Gick inte vidare | Gick inte vidare |

## Simning
| Simmare            | Gren                  | Heat  | Heat      | Semifinal        | Semifinal        | Final            | Final            |
| Simmare            | Gren                  | Tid   | Placering | Tid              | Placering        | Tid              | Placering        |
| ------------------ | --------------------- | ----- | --------- | ---------------- | ---------------- | ---------------- | ---------------- |
| Frantz Dorsainvil  | Herrarnas 50 m frisim | 30,86 | 85        | Gick inte vidare | Gick inte vidare | Gick inte vidare | Gick inte vidare |
| Naomy Grand'Pierre | Damernas 50 m frisim  | 27,46 | 56        | Gick inte vidare | Gick inte vidare | Gick inte vidare | Gick inte vidare |

## Taekwondo
| Idrottare        | Gren            | Åttondelsfinaler     | Kvartsfinaler        | Semifinaer           | Återkval             | Final                | Final     |
| Idrottare        | Gren            | Motståndare Resultat | Motståndare Resultat | Motståndare Resultat | Motståndare Resultat | Motståndare Resultat | Placering |
| ---------------- | --------------- | -------------------- | -------------------- | -------------------- | -------------------- | -------------------- | --------- |
| Aniya Louissaint | Damernas −67 kg | Niaré (FRA) L 4–5    | Gick inte vidare     | Gick inte vidare     | Gbagbi (CIV) L 2–7   | Gick inte vidare     | 7         |